# Bo Svensson
Bo Svensson (født 4. august 1979 i Danmark) er en dansk tidligere fodboldspiller og fodboldtræner for Union Berlin som han blev fyret fra i december 2024. Han spillede først i KB og F.C. København, men skiftede i januar 2006 til tyske Borussia Mönchengladbach i Bundesligaen, i juni 2007 skiftede til Mainz 05.
Han har spillet tre kampe på det danske A-landshold og to kampe på det danske U21-landshold. I sommeren 2014 sluttede han sin fodboldkarriere og blev assistenttræner i Mainz 05. Fra 2015 var han ungdomstræner samme sted. I 2019 tiltrådte Bo Svensson et job i Østrig som hovedtræner for FC Red Bull Salzburgs talenthold, FC Liefering, som spiller i 2. Liga. I januar 2021 vendte han tilbage til Mainz 05 som cheftræner for klubben.